# Kanton Bricquebec
Kanton Bricquebec (francouzsky Canton de Bricquebec) je francouzský kanton v departementu Manche v regionu Normandie. Při reformě kantonů v roce 2014 byl vytvořen seskupením 33 obcí, do té doby sestával z 14 obcí. V květnu 2016 ho tvořilo 28 obcí (vzhledem k procesu slučování některých obcí).

## Obce kantonu (květen 2016)
- Besneville
- Biniville
- La Bonneville
- Breuville
- Bricquebec-en-Cotentin [p 1]
- Catteville
- Colomby
- Crosville-sur-Douve
- L'Étang-Bertrand
- Étienville
- Golleville
- Hautteville-Bocage
- Magneville
- Les Moitiers-en-Bauptois
- Morville
- Négreville
- Néhou
- Neuville-en-Beaumont
- Orglandes
- Rauville-la-Bigot
- Rauville-la-Place
- Reigneville-Bocage
- Rocheville
- Saint-Jacques-de-Néhou
- Saint-Sauveur-le-Vicomte
- Sainte-Colombe
- Sottevast
- Taillepied